# Nealcidion silvai
Nealcidion silvai är en skalbaggsart som beskrevs av Monné och Delfino 1986. Nealcidion silvai ingår i släktet Nealcidion och familjen långhorningar. Inga underarter finns listade i Catalogue of Life.